# Zustellung (Österreich)
Der Begriff Zustellung im rechtlichen Sinne bezeichnet die Bekanntgabe eines Schriftstückes an einen bestimmten Adressaten in einer bestimmten, gesetzlich vorgeschriebenen Form. Das Zustellwesen ist im Zustellgesetz geregelt. 
Teilweise abweichende Bestimmungen enthält die Zivilprozessordnung.
Die grenzüberschreitende Zustellung in der Europäischen Union gelten aufgrund der Zustellverordnung vom 29. Mai 2000 besondere Bestimmungen. Diese Zustellverordnung findet im Zustellverkehr mit fast allen EU-Mitgliedstaaten Anwendung. Ausgenommen ist Dänemark aufgrund einer Ausnahmeregelung.